# Communauté de communes Intercom du pays beaumontais
La communauté de communes Intercom du pays beaumontais est une ancienne communauté de communes française qui regroupait 19 communes autour de Beaumont-le-Roger, dans le sud-ouest du département de l'Eure et la moyenne vallée de la Risle.

## Historique
En 2014, la communauté de communes du pays beaumontais a fusionné avec la Communauté de communes de la Risle-Charentonne pour donner naissance à la Communauté de communes Intercom Risle et Charentonne.

## Composition
| Nom                         | Code Insee | Gentilé           | Superficie (km2) | Population (dernière pop. légale) | Densité (hab./km2) |
| --------------------------- | ---------- | ----------------- | ---------------- | --------------------------------- | ------------------ |
| Barc                        | 27037      | Barcois           | 11,35            | 1 169 (2014)                      | 103                |
| Barquet                     | 27040      | Barquetais        | 13,68            | 436 (2014)                        | 32                 |
| Beaumont-le-Roger           | 27051      | Beaumontais       | 36,42            | 2 980 (2014)                      | 82                 |
| Beaumontel                  | 27050      | Beaumontelois     | 11,63            | 676 (2014)                        | 58                 |
| Berville-la-Campagne        | 27063      | Bervillois        | 8,68             | 230 (2014)                        | 26                 |
| Bray                        | 27109      | Braylois          | 5,85             | 377 (2014)                        | 64                 |
| Combon                      | 27164      | Combonnais        | 16,30            | 836 (2014)                        | 51                 |
| Écardenville-la-Campagne    | 27210      | Écardenvillais    | 7,40             | 475 (2014)                        | 64                 |
| Fontaine-la-Soret           | 27253      | Fontainois        | 9,62             | 385 (2014)                        | 40                 |
| Goupillières                | 27290      | Goupillérois      | 10,12            | 868 (2014)                        | 86                 |
| Grosley-sur-Risle           | 27300      | Grosleyens        | 13,18            | 527 (2014)                        | 40                 |
| La Houssaye                 | 27345      | Houssayens        | 4,25             | 213 (2014)                        | 50                 |
| Perriers-la-Campagne        | 27452      | Perricampois      | 4,47             | 404 (2014)                        | 90                 |
| Le Plessis-Sainte-Opportune | 27466      |                   | 11,37            | 323 (2014)                        | 28                 |
| Romilly-la-Puthenaye        | 27492      | Romillons         | 11,85            | 325 (2014)                        | 27                 |
| Rouge-Perriers              | 27498      |                   | 4,12             | 341 (2014)                        | 83                 |
| Sainte-Opportune-du-Bosc    | 27576      |                   | 8,07             | 667 (2014)                        | 83                 |
| Thibouville                 | 27630      | Thibouvillais     | 8,83             | 296 (2014)                        | 34                 |
| Le Tilleul-Othon            | 27642      | Tilleul-Othonnais | 4,68             | 371 (2014)                        | 79                 |